# Paul Whibley
Paul Whibley (* 4. Oktober 1978 in Gravesend) ist ein ehemaliger britischer Biathlet.

## Karriere
Paul Whibley startete für das 28 Engineer Regiment RE. 1998 begann er mit dem Biathlon, ab 2005 gehörte er dem Nationalkader Großbritanniens an. In dem Jahr lief er auch seine ersten internationalen Rennen im Rahmen des Biathlon-Europacups. Höhepunkt seiner ersten Saison wurden die Biathlon-Europameisterschaften 2006 in Langdorf mit den Platzierungen 71 im Einzel, 74 im Sprint und 17 in der Staffel. Die Saison 2006/07 brachte mit den Plätzen 15 im Massenstart und 18 in der Verfolgung von Gurnigel die besten Resultate. In Bansko trat Whibley erneut bei einer EM an und wurde dort 58. im Einzel, 64. im Sprint und 13. mit der Staffel. Im Dezember 2007 gab er dann sein Debüt im Weltcup, mit der Staffel ging es auf Position 22. Seine dritte und letzte EM lief der Brite 2008 in Nové Město na Moravě, wo er 68. im Einzel wurde. National gewann Whibley 2005 den Titel mit der Militärpatrouille, wurde Staffelzweite und gewann Bronze im Team. 2007 kam Staffelsilber hinzu, 2008 der Titel im Massenstartwettbewerb sowie Silber mit der Staffel und im Team. Im selben Jahr beendete er seine internationale Karriere, nahm aber im Folgejahr noch an den nationalen Meisterschaften teil. So gewann Paul Whibley 2009 den Titel mit der Staffel und wurde Vizemeister im Teamwettbewerb, bevor er seine sportliche Laufbahn endgültig beendete.

## Biathlon-Weltcup-Platzierungen
Die Tabelle zeigt alle Platzierungen (je nach Austragungsjahr einschließlich Olympische Spiele und Weltmeisterschaften).
- 1.–3. Platz: Anzahl der Podiumsplatzierungen
- Top 10: Anzahl der Platzierungen unter den ersten zehn (einschließlich Podium)
- Punkteränge: Anzahl der Platzierungen innerhalb der Punkteränge (einschließlich Podium und Top 10)
- Starts: Anzahl gelaufener Rennen in der jeweiligen Disziplin

| Platzierung         | Einzel | Sprint | Verfolgung | Massenstart | Staffel | Gesamt |
| ------------------- | ------ | ------ | ---------- | ----------- | ------- | ------ |
| 1. Platz            |        |        |            |             |         |        |
| 2. Platz            |        |        |            |             |         |        |
| 3. Platz            |        |        |            |             |         |        |
| Top 10              |        |        |            |             |         |        |
| Punkteränge         |        |        |            |             | 1       | 1      |
| Starts              |        |        |            |             | 1       | 1      |
| Stand: Karriereende |        |        |            |             |         |        |